# South Park: The Fractured but Whole
South Park: The Fractured but Whole is een computerrollenspel (RPG) ontwikkeld door Ubisoft San Francisco en uitgegeven door Ubisoft. Het spel kwam op 17 oktober 2017 uit voor de PlayStation 4, Windows en de Xbox One. Op 24 april 2018 kwam een versie voor de Nintendo Switch uit. Het spel is het vervolg op South Park: The Stick of Truth uit 2014.
The Fractured but Whole is geschreven door onder anderen Trey Parker, medebedenker en schrijver van de animatieserie South Park. De stemmen van de personages in het spel zijn ingesproken door dezelfde stemacteurs als in de serie.
Het spel speelt zich af net na South Park: The Stick of Truth. Cartman "The Coon" komt de South Park-kids halen om superhelden te spelen. 

## Personages
- Eric Cartman als The Coon
- Kyle Broflovski als Human Kite
- Jimmy Volmer als Fastpass
- Clyde Donovan als Mosquito
- Craig Tucker als Super Craig
- Scott Malkinson als Captain Diabetes
- Wendy Testaburger als Call Girl
- Kenny McCormick als Mysterion
- Butters Stotch als Professor Chaos
- Stan Marsh als Toolshed
- Timmy als Doctor Timothy
- Token Black als Tupperware
- Tweek Tweak als Wonder Tweek

## Ontvangst
| Recensiescore       | Recensiescore                                     |
| Recensieverzamelaar | Score                                             |
| ------------------- | ------------------------------------------------- |
| Metacritic          | 81/100 (NS) 79/100 (PS4) 81/100 (Win) 84/100 (X1) |
| Publicist           | Score                                             |
| IGN Benelux         | 8.7/10 (PS4)                                      |
| Power Unlimited     | 77/100                                            |

Het spel is grotendeels positief ontvangen, met op Metacritic scores van 81, 79 en 84 voor respectievelijk de Windows- PlayStation 4- en Xbox One-versies.
Wouter van Power Unlimited gaf het spel een 77, en bestempelde South Park als "een lekker laagdrempelige, maar toch nog aardig diepe Light RPG waarin geinige gevechten, leuke collectables en veel grove humor je wel een uur of dertig weten te vermaken."
IGN-recensent Tom van Stam bekritiseerde de game op het vechtsysteem, die hij richting het einde van het spel begon te zien als "een moetje", wat "niet alleen [komt] doordat het tactische aspect ontbreekt maar ook omdat de meeste bazen alleen moeilijker zijn omdat ze meer levens hebben." Hij beoordeelde South Park: The Fractured But Hole met een 8,7.
N1ntendo recenseerde de Nintendo Switch-versie van de game, welke ze beloonden met een 8,2. Ze loofden het spel om de "poep- en plashumor", en om alle South Park-referenties en -cameos. Echter haalden ze als minpunt de "verschikkelijk lange laadtijden" aan, die vooral erg waren in de handheldstijl van de Switch.